# الحقوق الموضوعية
الحقوق الموضوعية هي حقوق الإنسان الأساسية التي يتمتع بها الأفراد في أي مجتمع منظم وتتضمن الحقوق التي يمنحها القانون الطبيعي بالإضافة إلى القانون الموضوعي. وتنطوي الحقوق الموضوعية على الحقوق الجوهرية للإنسان (الحياة، والحرية، والسعادة)، وليس على حق الإنسان في اتخاذ إجراءات للحصول على حقوقه الجوهرية؛ وهو ما يحدده القانون الإجرائي.